# Megapselaphus unicolor
Megapselaphus unicolor is een keversoort uit de familie zwamspartelkevers (Melandryidae). De wetenschappelijke naam van de soort werd in 1930 gepubliceerd door Maurice Pic.